# Pontifícia Comissão para a América Latina
A Pontifícia Comissão para a América Latina (Pontificia Commissio pro America Latina) é um organismo da Cúria Romana, tem por função o estudo dos problemas doutrinais e pastorais relativos à vida e ao desenvolvimento da Igreja na América Latina.

## Histórico
O Papa Leão XIII convocou, por meio da Carta Apostólica Cum diuturnum, de 25 de dezembro de 1898, o Concílio Plenário da América Latina. Este Concílio, realizado em Roma, no período de 28 de maio a 9 de julho de 1899, inaugura as ações que permitirão ao episcopado latino-americano alcançar maior integração e organização colegial. O Concílio Plenário da América Latina centralizou a romanização do catolicismo nessa região do mundo e a sujeição das tradições religiosas locais: um de seus decretos, De Musica Sacra, visou coibir o uso dos cânticos religiosos populares e dos idiomas locais na Missa, em respeito ao Missal aprovado pela Sagrada Congregação dos Ritos.
Em 1955 o  Papa Pio XII cria, a pedido dos bispos latino-americanos, após a Primeira Conferência Geral do Episcopado Latino-Americano, o Conselho Episcopal Latino-Americano (CELAM). Três anos depois, a 21 de abril de 1958,  Pio XII cria a Pontifícia Comissão para América Latina.
No dia 30 de novembro de 1963, o Papa Paulo VI  acrescentou o Conselho Geral da Pontifícia Comissão para a América Latina, com o objetivo de estudar os temas e os problemas de maior relevância para a América Latina, bem como propor sobre eles as sugestões oportunas.
A atual organização da Pontifícia Comissão para a América Latina foi definida em 1988 pelo Papa João Paulo II, por meio da Constituição Apostólica Pastor Bonus, sobre a Cúria Romana, e da Carta Apostólica sobre a forma de Motu Proprio Decessores Nostri.
João Paulo II unificou a Pontifícia Comissão para a América Latina com o Conselho Geral da Pontifícia Comissão para a América Latina. O organismo oriundo da unificação conservou o nome de Pontifícia Comissão para a América Latina. 

## Organização
De acordo com a Constituição Apostólica  Pastor Bonus (arts. 83 e 84), a Comissão tem por dever “assistir, com o conselho e os meios econômicos, as Igrejas particulares da América Latina, e dedicar-se, além disso, ao estudo das questões que se referem à vida e desenvolvimento dessas Igrejas, especialmente para dar ajuda tanto aos Dícastérios da Cúria interessados em razão da sua competência, quanto às Igrejas mesmas na solução de tais questões.” 
A Comissão é responsável pela interação entre a Sé Apostólica e os diversos organismos internacionais ou nacionais para a América Latina. Dentre estes organismos, há especial atenção aos seguintes:
- Conselho Episcopal Latino-Americano
- Conferências e organismos episcopais nacionais latino-americanos
- Instituições de ajuda à América Latina
- Conferência Latino-Americana de Religiosos  (CLAR)
- Instituições católicas internacionais, associações e movimentos que atuam na América Latina

A Comissão está estreitamente vinculada à Congregação para os Bispos e é presidida pelo prefeito desta Congregação, auxiliado por um bispo como vice-presidente. Os conselheiros são bispos da Cúria Romana ou das igrejas particulares da América Latina.  Os membros da Comissão são oriundos da Cúria Romana, do Conselho Episcopal Latino-Americano, bispos das regiões da América Latina, ou ainda de instituições eclesiásticas internacionais e nacionais que atuam em benefício das regiões da América Latina.
São membros dessa Comissão, nomeados pelo Papa: 
- Os Secretários dos Dicastérios da Cúria Romana especialmente interessados
- Dois bispos representantes do Conselho Episcopal Latino-Americano (CELAM)
- Três bispos diocesanos da América Latina

Conforme o Motu Proprio Decessores Nostri, o presidente da Comissão deve informar regularmente o Papa sobre assuntos tratados, sugerir-lhe as iniciativas que considerar necessárias ou as medidas de governo convenientes e oportunas.

## Presidentes e vice-presidentes
| Nome                                   | Período     | Notas                |             |
| Presidentes                            | Presidentes | Presidentes          | Presidentes |
| -------------------------------------- | ----------- | -------------------- | ----------- |
| Robert Francis Cardeal Prevost, O.S.A. | 2023-2025   | Eleito Papa Leão XIV |             |
| Marc Cardeal Ouellet, P.S.S.           | 2010-2023   |                      |             |
| Giovanni Battista Cardeal Re           | 2000-2010   | Presidente Emérito   |             |
| Lucas Cardeal Moreira Neves, O.P.      | 1998-2000   |                      |             |
| Bernardin Cardeal Gantin               | 1984-1998   |                      |             |
| Antônio Cardeal Samorè                 | 1967-1983   |                      |             |